# مرکیه (صومعه‌سرا)

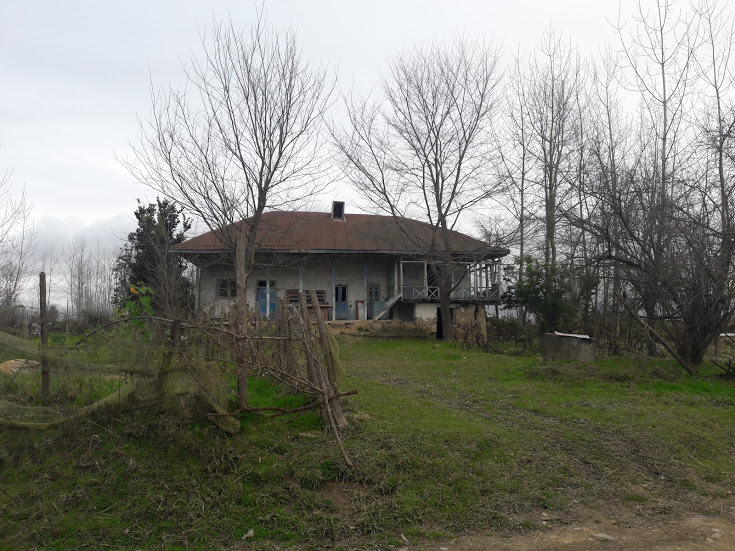
خانه ای با معماری قدیمی گیلان در مرکیه

مرکیه ، روستایی از توابع بخش میرزا کوچک جنگلی شهرستان صومعه‌سرا در استان گیلان ایران است.
مرکیه روستایی بزرگ در مرکز شهرستان صومعه سرا ست که عمده اقتصاد آن بر پایه کشت برنج قرار دارد .

## جمعیت
این روستا در دهستان مرکیه قرار دارد و براساس سرشماری مرکز آمار ایران در سال ۱۳۸۵، جمعیت آن ۱٬۶۲۵ نفر (۴۱۶خانوار) بوده‌است.

### شخصیت های مطرح
محمد رضا نجفی مرکیه از دیپلمات های ارشد وزارت امور خارجه جمهوری اسلامی ایران یکی از شخصیت های شناخته شده این خطه سرسبز می باشد. بخش اعظم خدمت 25 ساله ایشان در ادارات همکاریهای اجتماعی بین المللی و  اداره حقوق بشر وزارت امور خارجه و آخرین ماموریت دیپلماتیک ایشان به جمهوری اذربایجان بعنوان معاون مطبوعاتی سفیر ایران در این کشور بوده است.